# 1767
Évszázadok: 17. század – 18. század – 19. század
Évtizedek: 1710-es évek – 1720-as évek – 1730-as évek – 1740-es évek – 1750-es évek – 1760-as évek – 1770-es évek – 1780-as évek – 1790-es évek – 1800-as évek – 1810-es évek
Évek: 1762 – 1763 – 1764 – 1765 –  1766 – 1767 – 1768 – 1769 – 1770 – 1771 – 1772

## Események
- január 23. – Mária Terézia kiadja az Urbáriumot, melyben maximálja a jobbágyi szolgáltatásokat.[1]
- február 27. – III. Károly spanyol király rendeletet ír alá, amely kitiltja a jezsuitákat a Spanyol Nirodalom területéről. A rendeletet Madridban április 1-jén, az ország többi részén április 3-án hirdették ki.[2]
- május 21. – Mária Terézia uralkodói engedélyhez köti a pápai bullák kihirdetését a templomokban.[3]
- november 27. – Mária Terézia rendeletet ad ki, amely szerint a cigányok nem köthetnek egymás között házasságot, és a gyermekeiket más nemzetiségű családoknak kell átadni nevelésre.[4]

## Születések
- január 5. – Jean-Baptiste Say, francia közgazdász, üzletember és újságíró († 1832)
- január 23. – Jean-Lambert Tallien, francia forradalmár, részt vett a thermidori fordulat előkészítésében és végrehajtásában († 1820)
- február 22. – Antal János, erdélyi református püspök († 1854)
- március 25. – Joachim Murat, a Francia Császárság marsallja, I. Joachim néven nápolyi király († 1815)
- április 6. – Johann Hugo Wyttenbach, német történész, gimnáziumigazgató, könyvtáros, Karl Marx középiskolai történelemtanára († 1848)
- április 25. – Nicolas Charles Oudinot, Reggio hercege, francia marsall († 1847)
- június 22. – Wilhelm von Humboldt, porosz államférfi, nyelvész, esztéta († 1835)
- június 22. – Szentjóbi Szabó László, költő († 1795)
- július 11. – John Quincy Adams, az Egyesült Államok hatodik elnöke († 1848)
- augusztus 25. – Louis Antoine de Saint-Just, francia forradalmár és politikus, a Nemzeti Konvent hegypárti képviselője, a jakobinus vezetők egyike, Robespierre közeli barátja és munkatársa († 1794)
- szeptember 8. – August Wilhelm Schlegel, német költő, műfordító, műkritikus († 1845)
- október 24. – Jacques Laffitte francia államférfi, Franciaország 10. miniszterelnöke († 1844)
- október 25. – Benjamin Constant, svájci születésű francia gondolkodó, író, politikus és filozófus († 1830)
- november 7. – Fekete Ferenc, császári és királyi kamarás († 1835)

## Halálozások
- január 12. – Fáy Dávid Alajos, jezsuita rendi pap, tanár, költő (* 1721)
- március 13. – Mária Jozefa Karolina szász hercegnő, Lajos Ferdinánd francia királyi herceg felesége, XVI. Lajos, XVIII. Lajos és X. Károly francia királyok anyja (* 1731)
- június 25. – Georg Philipp Telemann, német zeneszerző (* 1681)
- október 16. – Burkhard Christoph von Münnich, szász származású hadmérnök, a francia, hesseni, szász majd orosz cári haderő tisztje, az orosz cári hadsereg főparancsnoka (* 1683)
- ismeretlen – Enyedi Sámuel gépész, órás, feltaláló